# Liste der Herzöge von Schleswig
Die folgende Liste enthält eine Übersicht der Jarle und Herzöge des Herzogtums Schleswig bzw. Südjütlands. Aufgrund von Landesteilungen können mehrere Herrscher im gleichen Zeitraum aufgeführt sein (beispielsweise in königlichen und gottorfschen Anteilen). 

## Erste Jarle/Herzöge
- 1058–1095 Olaf Hunger, König von Dänemark (1086–1095)
- 1119–1131 Knud Lavard
- 1132–1134 Magnus, Gegenkönig von Schweden (1125–1130)
- 1150–1156 Waldemar I. der Große, König von Dänemark (1157–1182)
- 1167–1173 Christoph
- 1182–1202 Waldemar II. der Sieger, König von Dänemark (1202–1241)
- 1209–1215 Waldemar der Junge
- 1215–1232 Erich

## Abelslinie der Ulfinger (Abels-Geschlecht, Seitenlinie der Ulfinger-Dynastie)
- 1232–1252 Abel, König von Dänemark (1250–1252)
- 1254–1257 Waldemar III.
- 1260–1272 Erich I.
- 1283–1312 Waldemar IV.
- 1312–1325 Erich II.
- 1325–1326 Waldemar V., unter Vormundschaft von Graf Gerhard dem Großen von Holstein-Rendsburg
- 1326–1330 Gerhard der Große (Schauenburger, kein Ulfinger)
- 1330–1364 Waldemar V., unter Vormundschaft von Graf Gerhard dem Großen bis 1336
- 1364–1375 Heinrich

## Schauenburger
(Nach Aussterben des Abels-Geschlechtes der Ulfinger werden die schauenburgschen Grafen von Holstein auch Herzöge in Schleswig)
- 1375–1386 Heinrich der Eiserne und Nikolaus beherrschten gemeinsam Teile des Herzogtums als Pfandherren, wurden aber nie damit belehnt
- 1386–1404 Gerhard VI.
- 1404–1427 Heinrich IV. war nie mit dem Herzogtum belehnt, jedoch Pfandherr großer Teile
- 1427–1459 Adolf VIII. von Holstein als Herzog Adolf I. von Schleswig

## Oldenburger
(Nach dem Aussterben von zwei der drei Schauenburger Linien werden dänischen Könige aus dem Haus Oldenburg in Personalunion Herzöge von Schleswig und von Holstein)
- 1460–1481 Christian I., Vertrag von Ripen
- 1481–1533 Friedrich I. gibt das Herzogtum Holstein an seinen Bruder Johann I. ab.
- 1533–1544 Christian III. König von Dänemark, führte die Reformation ein; Dreiteilung von Schleswig und Holstein.

## Oldenburger, GottorferLinie
(die Herzöge aus dem Haus Schleswig-Holstein-Gottorf regierten in den gottorfschen Anteilen)
- 1544–1586 Adolf II.
- 1586–1587 Friedrich II.
- 1587–1590 Philipp
- 1590–1616 Johann Adolf vollendete den Renaissancebau von Schloss Gottorf
- 1616–1659 Friedrich III. erreichte 1658 die Unabhängigkeit von Dänemark.
- 1659–1694 Christian-Albrecht gründete 1665 die Universität in Kiel.
- 1694–1702 Friedrich IV. war der letzte auf Gottorf residierende Herzog.
- 1702–1713 Karl Friedrich. Für ihn regierten die Räte Magnus von Wedderkop und danach von Georg Heinrich von Görtz.

## Oldenburger, königliche Linie
(die Herzöge aus dem Haus Oldenburg regierten bis 1713 in den königlichen Anteilen, nach 1713 bzw. 1721 im ganzen Herzogtum)
- 1544–1559 Christian III. König von Dänemark
- 1559–1588 Friedrich II. König von Dänemark
- 1588–1648 Christian IV. König von Dänemark
- 1648–1670 Friedrich III. König von Dänemark
- 1670–1699 Christian V. König von Dänemark
- 1699–1730 Friedrich IV. König von Dänemark
- 1730–1746 Christian VI. König von Dänemark
- 1746–1766 Friedrich V. König von Dänemark
- 1766–1808 Christian VII. König von Dänemark
- 1808–1839 Friedrich VI. König von Dänemark
- 1839–1848 Christian VIII. König von Dänemark
- 1848–1863 Friedrich VII. König von Dänemark
- 1863–1864 Christian IX. König von Dänemark (letzter Herzog)

## Oldenburger, Sonderburg-Augustenburger Linie
- 1863–1864 bzw. 1866 Friedrich VIII. von Schleswig-Holstein (vom Deutschen Bund, aber weder von Preußen noch Dänemark anerkannt)